# Бахметовка (Харьковская область)
Бахметовка (укр. Бахметівка) — село,
Староводолажский сельский совет,
Нововодолажский район,
Харьковская область, Украина.
Код КОАТУУ — 6324286002. Население по переписи 2001 года составляет 161 (75/86 м/ж) человек.

## Географическое положение
Село Бахметовка находится на левом берегу реки Мжа в месте впадения в неё реки Черемушная (приток Мжи);
выше по течению Мжи на расстоянии в 5 км расположено село Фёдоровка,
ниже по течению Мжи на расстоянии в 6 км расположено село Ракитное,
выше по течению реки Чернечья — село Одрынка;
выше по течению реки Черемушная — село Черемушная (село);
на противоположном, правом (южном) берегу Мжи — село Старая Водолага.
К селу примыкает большой лесной массив урочище Бехметьева (дуб).

## История
- ? — дата основания.
- В 1940 году, перед ВОВ, в селе Бахметьевка, находившемся на левом берегу рек Мжи и Черемушной, были 122 двора.[1]

## Экономика
- Молочно-товарная ферма.

## Известные люди
В селе родился Герой Советского Союза Василий Косов.